# Subdivisões do Catar

Subdivisões do Catar a partir de 2014

Desde 2015, o Catar foi dividido em oito municípios. Um novo município, Al Daayen, foi criado de acordo com a Resolução n.º 13, formado por partes de Umm Salal e Al Khawr. Ao mesmo tempo, Al Ghuwariyah foi fundido com Al Khawr; Al Jumaliyah foi fundido com Ar Rayyan; Jarayan al Batnah foi dividido entre Ar Rayyan e Al Wakrah; e Mesaieed foi fundida com Al Wakrah. Em 2014, a cidade ocidental de Al-Shahaniya se separou do município de Al Rayyan para formar seu próprio município.
Para fins estatísticos, os municípios são subdivididos em 98 zonas (desde 2015), que por sua vez são subdivididas em blocos.

## Municípios
| Ordem | Município (baladias) | Nome nativo | População (2015) | Área (km²) | Área (mi²) |
| ----- | -------------------- | ----------- | ---------------- | ---------- | ---------- |
| 1     | Al Shamal            | الشمال      | 8 794            | 859,8      | 331,9      |
| 2     | Al Khor              | الخور       | 202 031          | 1.613,3    | 622,8      |
| 3     | Al-Shahaniya         | الشحانية    | 187 571          | 3.309      | 1,277,6    |
| 4     | Umm Salal            | أم صلال     | 90 835           | 318,4      | 122,9      |
| 5     | Al Daayen            | الضعاين     | 54 339           | 290,2      | 112,0      |
| 6     | Ad-Dawhah (Doha)     | الدوحة      | 956 457          | 202,7      | 78,3       |
| 7     | Al Rayyan            | الريان      | 605 712          | 2.450      | 946,0      |
| 8     | Al Wakrah            | الوكرة      | 299 037          | 2.577,7    | 995,2      |
|       | Catar                | دولة قطر‎    | 2 404 776        | 11.621,1   | 4.486,7    |